# Hospital Interzonal General de Agudos Luisa Cravenna de Gandulfo
El Hospital Interzonal General de Agudos Luisa Cravegna de Gandulfo es un hospital público provincial, ubicado en la ciudad de Lomas de Zamora. El edificio ocupa una manzana completa y se encuentra a tres cuadras de la estación Lomas de Zamora, del Ferrocarril General Roca, en cercanías a la Avenida Hipólito Yrigoyen, una importante arteria del sur del Gran Buenos Aires.
En la actualidad, cuenta con diferentes áreas especializadas para el diagnóstico y tratamiento de enfermedades, 34 especialidades clínicas y quirúrgicas, 205 camas de internación y un equipo médico compuesto por alrededor de mil profesionales.
Fue fundado en 1902 cuando Gandulfo donó una parcela de 12.532 metros cuadrados al municipio, en ese entonces dirigido por Manuel Castro, con el fin exclusivo de construir un centro sanitario. Entre las condiciones que estableció Gandulfo se encontraba que el terreno sólo debe ser destinado a hospital y no puede venderse. Hipotecarse o permutarse.
Un grupo de vecinos creó la Comisión del Hospital, encargada de concretar su construcción, con el apoyo del Concejo Deliberante. La piedra fundamental fue colocada el 15 de junio de 1902, con la presencia del entonces gobernador provincial, Marcelino Ugarte. El arquitecto de la obra fue Italo Vitali. Aunque las obras finalizaron el 29 de marzo de 1904, recién fue inaugurado el 9 de julio de 1906 con el nombre de Hospital de la Caridad. El retraso se debió a las dificultades que se presentaron para equiparlo apropiadamente. En 1915 cambió su nombre a Luisa Cravenna de Gandulfo en honor a su fundadora. En 1992 comenzó a depender del Ministerio de Salud de la Provincia de Buenos Aires, adquiriendo así oficialmente el nombre que hoy lleva.